# يهور يارموليوك
يهور يارموليوك (مواليد 1 مارس 2004) هو لاعب كرة قدم أوكراني يلعب في مركز خط الوسط في نادي دنيبرو-1.

## وصلات خارجية
- يهور يارموليوك على موقع الاتحاد الأوربي (الإنجليزية)
- يهور يارموليوك على موقع اتحاد أوكرانيا (الإنجليزية)
- يهور يارموليوك على موقع قاعدة بيانات كرة القدم.إي يو (الإنجليزية)
- يهور يارموليوك على موقع Soccerbase.com (لاعب) (الإنجليزية)
- يهور يارموليوك على موقع Soccerway.com (الإنجليزية)
- يهور يارموليوك على موقع عالم كرة القدم.نت (الإنجليزية)